# 克里图劳斯
克里图劳斯（英語：Critolaus），（前200年—前118年），古希腊哲学家、演说家与政治家。雅典逍遥学派的领袖，复兴了业已摇摇欲坠的逍遥学派在哲学和科学领域的研究工作。故于古希腊享有崇高声誉。其作品现仅存残篇。

## 扩展阅读
- 本条目包含来自公有领域出版物的文本: Chisholm, Hugh (编).  (第11版). London: Cambridge University Press. 1911.